# CamelCase

A origem do Camel Case vem da corcova do Camelo. Na imagem o exemplo camelCase está escrita na forma lowerCamelCase

CamelCase é a denominação em inglês para a prática de escrever as palavras compostas ou frases, onde cada palavra é iniciada com maiúsculas e unidas sem espaços. É um padrão largamente utilizado em diversas linguagens de programação, como Java, C#, Ruby, PHP e Python, principalmente nas definições de classes e objetos. Pela sua associação com tecnologia, o marketing se apropriou dessa maneira de escrever, injetando certo ar de "tecnologia" nos produtos assim nomeados: iPod, eBay, GameCube, OpenOffice.org, StarCraft, dentre outros.
A provável origem do termo é a semelhança do contorno de expressões CamelCase, onde as letras em maiúsculo "saltam" no meio das minúsculas como corcovas de um camelo.
A primeira letra de uma palavra composta por CamelCase pode ou não ser capitalizada, não há consenso sobre a maneira certa de sua utilização. Existem duas formas de classificá-la: a primeira é conhecida como UpperCamelCase (de letra inicial maiúscula, também conhecida como PascalCase) e a segunda lowerCamelCase (de letra inicial minúscula). Algumas referências quanto ao uso do CamelCase para codificação de programas de computadores ditam que o CamelCase segue a regra que a primeira letra da primeira palavra deve ser escrita em minúscula enquanto que a primeira letra das palavras subsequentes concatenadas devem ser escritas em maiúsculas. Além disso, algumas organizações como, por exemplo, a Microsoft, usam o termo CamelCase apenas para as que começam com a inicial minúscula.
O CamelCase se distingue do snake case (estilizado snake_case) em que as palavras são separadas por underline, e do kebab case (estilizado kebab-case) em que as palavras são separas por hífen (semelhante ao espeto que atravessa um espetinho estilo kebab bem ao meio).

## Variações
O nome original da prática, usado em estúdios de mídia, gramáticas e no Dicionário Oxford é, em inglês, "medial capitals". Outros nomes como "InterCaps" ou "CamelCase" são relativamente mais recentes e mais comuns em comunidades relacionadas e computadores. Outros sinônimos incluem:
| - BumpyCaps ou BumpyCase - NerdCaps - camelBack, camel-back ou CamelCaps - CapitalizedWords ou CapWords para letras iniciadas em maiúsculas em Python - compoundNames - Embedded Caps ou Embedded Capitals | - InterCaps ou intercapping (abreviação de Internal Capitalization) - mixedCase para letras iniciadas em minúsculas Python - Pascal case (depois da criação da linguagem Pascal) - Smalltalk case - WikiWord ou WikiCase - HumpBack ou hump-back |

## Computação e programação

### Programação e codificação
Por fins de praticidade, utiliza-se as regras CamelCase/PascalCase para escrever palavras curtas e anônimos sobre as seguintes normas:
- Está de acordo com a norma lowerCamelCase palavras compostas iniciadas por letras minúsculas. Usa-se tal. na programação, ao definir variáveis e métodos.

```
Exemplos:
 nomeCompleto, valorDesconto, tipoCliente.
```

- Está de acordo com a norma UpperCamelCase (que também pode ser chamada de PascalCase) aquelas iniciadas por letras maiúsculas. Usa-se tal, na programação, na definição de classes em orientação a objetos.

```
Exemplos:
 CalculaDesconto(), ValidaEmail(), ImprimeCadastro().
```

Além de ser uma boa prática, seu uso é frequentemente obrigatório no mercado. Abaixo, um trecho de código exemplifica o uso dos padrões PascalCase e CamelCase.
```
int
 
totalContador
 
=
 
0
;
 
/*Uso da lowerCamelCase ao declarar a variável int*/

void
 
ExibirMensagem
(
string
 
nome
)
 
/*Uso da UpperCamelCase ao declarar a função ExibirMensagem */

{

   
string
 
mensagemCompleta
 
=
 
string
.
format
(
"Olá {0}, você é o visitante de número {1}"
,
 
nome
,
 
totalContador
);

   
totalContador
++
;

}

```

Na programação, também é comum o uso dessa forma de capitalização para manter a compatibilidade com configurações preexistentes em certas linguagens. Por não serem gerenciáveis, o uso correto da escrita por lowerCamelCase e UpperCamelCase, nesse caso, é obrigatória. Muitas linguagens utilizam esse tipo de formatação devido a diminuição no tempo de reconhecimento de identificadores. A tabela abaixo resume o uso da capitalização e dá exemplos de diferentes tipos de identificadores.
| Identificador            | Linguagem | Exemplo de uso |
| ------------------------ | --------- | -------------- |
| Class                    | Pascal    | AppDomain      |
| Enum type                | Pascal    | ErrorLevel     |
| Interface                | Pascal    | IDisposable    |
| Method                   | Pascal    | ToString       |
| Parameter                | Camel     | typeName       |
| Protected instance field | Camel     | redValue       |